# Amtsbuch

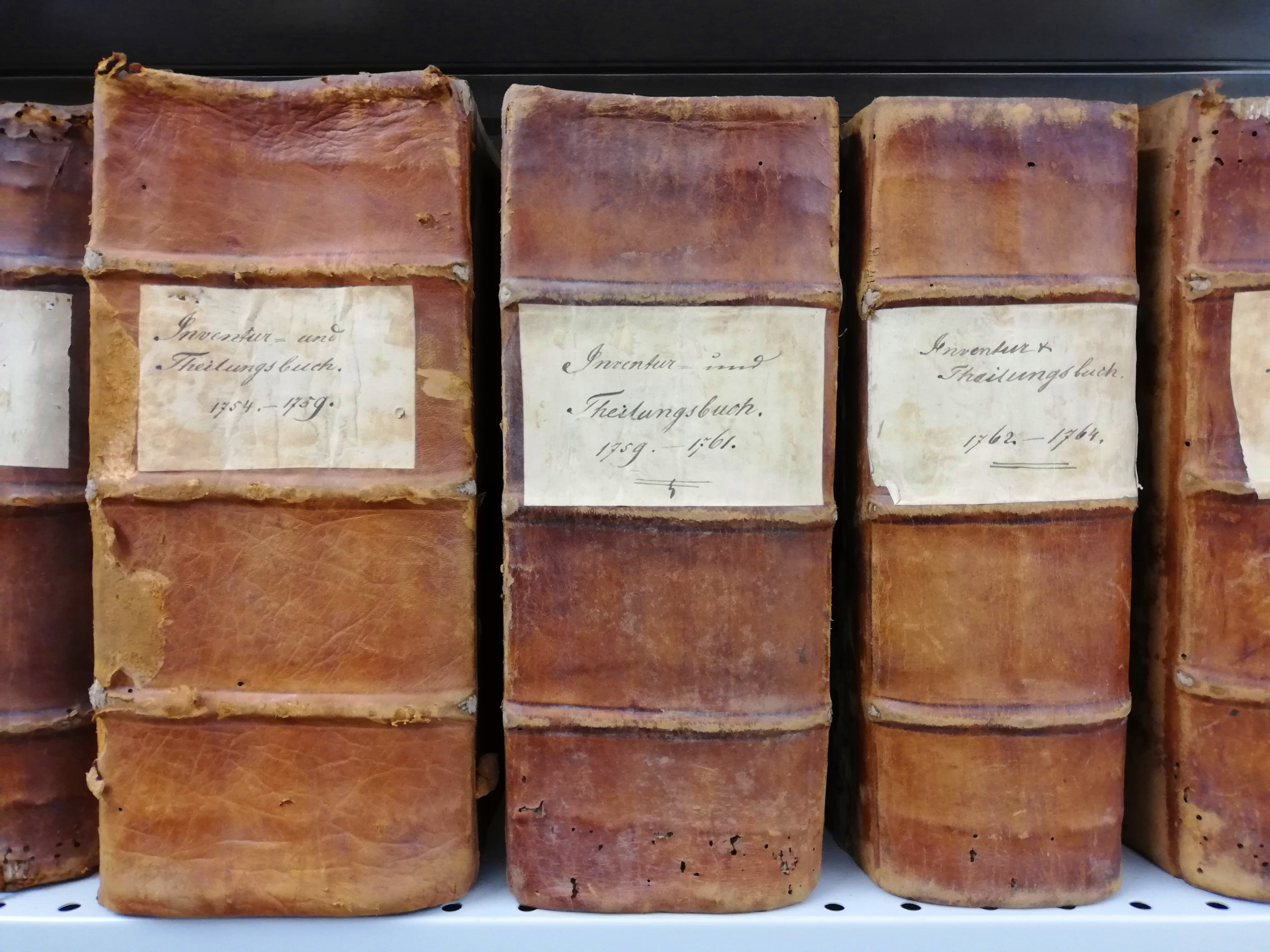
Inventuren und Teilungen der Gemeinde Schöckingen im Archiv der Stadt Ditzingen

Ein Amtsbuch ist ein Buch, das von einer Institution mit amtlichem Charakter angelegt und benutzt wird. Der Begriff wurde im 19. Jahrhundert durch Archivare zur Abgrenzung gegen Akten und Urkunden geprägt. Amtsbücher sind Gegenstand der Amtsbücherkunde.
Grundlegender Hauptzweck der Amtsbücher war die Nutzung als Beweismittel für etwaige Rechtsstreitigkeiten. Im Römischen Recht, wie es in Deutschland seit der frühen Neuzeit angewendet wurde, hatten die Amtsbücher vollkommene Beweiskraft. Die dort festgehaltenen Umstände konnten kaum angefochten werden. Sehr bedeutsam ist ebenfalls die Aufzeichnung von wirtschaftserheblichen Tatsachen zur Durchführung von Abrechnungen. Auch die Erhebung von Steuern wurde mit Hilfe von Amtsbüchern abgewickelt.
Ihr Inhalt waren zunächst vollständige und originäre Texte. Später enthielten sie oft auch vollständige oder partielle Abschriften.

## Form
Äußere Grundformen sind die Rolle und der Kodex. Letzterer setzte sich jedoch seit dem Hochmittelalter immer mehr durch. Die Führung der Bücher erfolgte als Liste, alphabetisch oder sachlich geordnetes Verzeichnis oder als Mischbuch, in dem verschiedene Formen hinter- und nebeneinander angewendet wurden.

## Typologie
Die Fülle der im Laufe der Jahrhunderte entstandenen Amtsbücher wird nach unterschiedlichen Gesichtspunkten typisiert. Diese überlagern sich teilweise.

### Institution
Ausgehend von der Institution, die das Buch führt, werden unterschieden:
- Gerichtsbuch, das von einem Gericht geführt wird
- Kirchenbuch, das von einer kirchlichen Stelle geführt wird
- Stadtbuch, das von einer Stadt geführt wird

### Zweck
Nach dem Zweck werden unterschieden:
- Bürgerbuch als Verzeichnis der das Stadtrecht genießenden Personen
- Flurbuch und Grundbuch als Verzeichnis von Grundstücken
- Handelsbuch als Verzeichnis von Grundstückskauf- und -verkaufshandlungen o. ä. vor Gericht
- Hypothekenbuch als Verzeichnis der vor Gericht eingetragenen Hypotheken
- Konsensbuch als Verzeichnis der erteilten Konsense
- Kopialbuch oder Traditionsbuch zur Sammlung von rechtserheblichen Urkundenabschriften
- Lagerbuch als Verzeichnis von Immobilienbesitz und den Einkünften daraus
- Lehenbuch, eine Liste der ausgegebenen Lehen
- Matrikel zum Nachweis eines bestimmten Personenkreises
- Nekrolog zur Aufzeichnung von Totengedenktagen
- Protokollbuch zur Aufzeichnung von Besprechungen
- Quittungsbuch als Verzeichnis der gerichtlich ausgestellten oder zurückgenommenen Quittungen
- Rechnungsbuch zur Überwachung von Einnahmen und Ausgaben
- Schreinsbuch als Vorläufer des Grundbuchs
- Sportelbuch als Verzeichnis der entrichteten Sporteln
- Testamentsbuch als Verzeichnis amtlich hinterlegter Testamente
- Urbar oder Salbuch für Aufzeichnungen zur Grundherrschaft
- Urkundenregister zur Erfassung ausgehender Urkunden

## Geschichte
Als frühester Typ wird das Traditionsbuch angesehen, wie es im 9. Jahrhundert entstanden war. Es wandelte sich im 13. Jahrhundert zu Grund- oder Lagerbuch. Seit dem 13. Jahrhundert entstanden in den Städten ebenfalls Grundbücher sowie Stadtbücher und Schreinsbücher. In dieser Zeit finden sich auch die ersten Kopialbücher. Bald darauf folgen Urkundenregister in Buchform, in denen die auslaufenden Urkunden aufgezeichnet werden. Auch die Notare führten Register, die in Kurzform die von ihnen beurkundeten Rechtsvorgänge dokumentierten. Im Laufe der Zeit entstanden bei einer Reihe von Institutionen umfangreiche Amtsbuchreihen, die sogar die Grundlage der gesamten Organisation des Schriftgutes abgaben (Amtsbuch-Registratur). Die veränderten Abläufe sowie die erhöhte Frequenz von Verwaltungshandlungen machten seit dem Beginn des 19. Jahrhunderts den starren Charakter der Amtsbücher deutlich, sodass seitdem die Sachakte immer mehr weiter bevorzugt wurde. Seit der flächendeckenden Einführung der elektronischen Datenverarbeitung im späten 20. Jahrhundert spielen Amtsbücher in den Verwaltungen so gut wie keine Rolle mehr.